# 林萃桥站

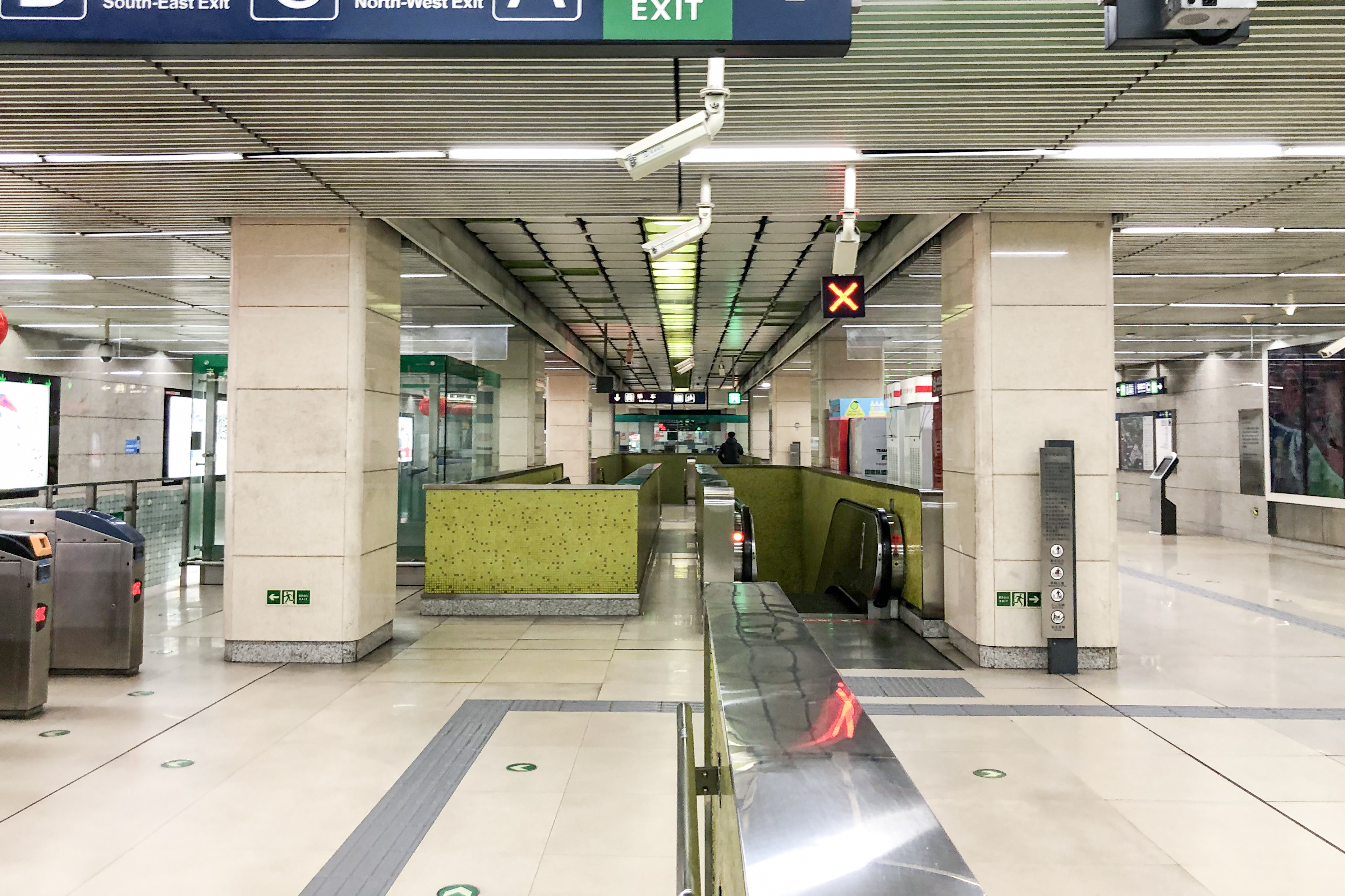
林萃桥站站厅（2021年2月摄）

林萃桥站是一个位于中国北京市朝阳区奥运村街道北五环中路林萃桥下方，属于北京地铁8号线的地铁车站，2011年12月31日随8号线二期投入运营而正式启用。

## 历史
最初8号线二期并没有林萃桥站的规划。但是由于永泰庄站和森林公园南门站间间隔有5.1千米，对于紧急疏散不利，故规划前期设置了一个紧急停靠站和区间风道。后来，随着设计的进行，逐渐形成了正式加站的方案并获得通过。

## 位置
林萃桥站位于五环路（东西向）和林萃路（南北向）相交的林萃桥南，呈东西走向。周边有水源厂和国家网球中心等设施，因而站位受到的限制比较大。附近有十余个居民区，居住着数万居民。 
由于临近国家网球中心，本站在中国网球公开赛期间的客流量高企，末班车时间也会相应推迟。

## 结构
该站为地下三层车站，其中地下一层为站厅，夹层（介于地下一层和地下二层之间，乘客无法进入）为车站设备层，地下二层为8号线站台层，采用岛式站台设计。车站顶部的色带为黄绿色。
| 地面层          | 出入口                        | A—D出入口                        |
| 地下一层 站厅层 | 站厅                          | 票务服务、自动售票机、一卡通充值 |
| 地下二层 站台层 |                               | █ 8号线往朱辛庄（永泰庄）        |
| 地下二层 站台层 | 岛式站台，左側開门            |                                  |
| 地下二层 站台层 | █ 8号线往瀛海（森林公园南门） |                                  |

## 出入口
林萃桥站共有三个出站口：A西北口、C1东南口、D西南口。另有一个2021年开工的C2出入口，2021年12月31日投入运营。
|                           |                          |                              |      |            |
| 编号                      | 指示                     | 建议前往的目的地             | 照片 | 无障碍设施 |
| 出口 · A                  | 北五环（南侧）           | 林萃桥                       |      | 不適用     |
| 出口 · C · 1 · 升降机标志 | 林萃路、北五环、奥林西路 | 国家网球中心、林萃桥、国奥村 |      |            |
| 出口 · C · 2              |                          | 国家网球中心、国家速滑馆     |      | 不適用     |
| 出口 · D                  | 域清街、林萃路           | 京师园                       |      | 不適用     |
| 註： 設有                 |                          |                              |      |            |